# Second Love
Second Love (セカンド・ラブ?, Sekando rabu) è un dorama stagionale giapponese di genere renzoku del 2015, trasmesso da TV Asahi in fascia di tarda serata dal 6 febbraio al 20 marzo. Narra la vicenda di un ballerino sfortunato - interpretato da Kazuya Kamenashi - che s'innamora di un insegnante infelice più grande di lui in una scuola femminile.

## Trama
Kei possiede uno spiccato talento nei confronti della danza contemporanea fin da quando era giovane; per questo motivo - e anche per aver studiato lingua tedesca a scuola - giunto alle soglie dell'adolescenza, la famiglia decide di mandarlo a studiare in Germania per potersi unirsi ad una compagnia di danza. 
Inizialmente riesce ad ottenere il successo sperato e a vincere numerosi concorsi internazionali, tanto da essere definito un "enfant prodige".
Ma Kei non ha tuttavia ancora soddisfatto appieno la sua ambizione; subisce una battuta d'arresto nel bel mezzo della carriera e pertanto rimase vittima di una forte frustrazione per essersi apparentemente sprecato.
Ritornato a Tokyo viene assunto per un impiego part-time mentre cerca contemporaneamente di ri-conquistare il proprio sogno d'infanzia, quello cioè di sfondare nel mondo artistico.
È molto orgoglioso di ballare e non accetterà mai mezze misure; ecco perché si guadagna da vivere con il lavoro manuale. Nel frattempo continua imperterrito a tenere varie audizioni per compagnie di danza straniere. Il giorno in cui apprende di aver fallito un'altra audizione, Kei diventa depresso e sente di voler morire. Quindi vede la bella Yui, della quale rimane immediatamente affascinato. In quel momento si innamora per la prima volta.
Yui è un'insegnante di chimica poco più che trentenne e lavora in una prestigiosa scuola superiore. Pur continuando ad intrattiene una relazione amorosa con un collega che ha già una moglie e un figlio ella non è felice per questa situazione. Non sapendo che Kei la sta guardando, attraversa un passaggio che collega due edifici della sua scuola.
Quando incontra Kei la giovane donna viene velocemente inghiottita dalla passione; lui elimina facilmente i numerosi ostacoli dati dalla sua giovane età e con un'audacia che è inusuale per un giapponese inizia ad influenzare il senso dei valori precostituiti di Yui.

## Musica
- Sigla: Kiss Kiss Kiss dei KAT-TUN.
- Tema musicale interno: Shiroi Kisetsu di Misia (cantante).
- Coreografia: Tokyo Performance Doll

## Ascolti
| Episodio | Data di trasmissione | Dati Video Research, Ltd. (Regione del Kanto) |
| -------- | -------------------- | --------------------------------------------- |
| 1        | 6 febbraio 2015      | 8,2%                                          |
| 2        | 13 febbraio 2015     | 7,4%                                          |
| 3        | 20 febbraio 2015     | 6,3%                                          |
| 4        | 27 febbraio 2015     | 7,3%                                          |
| 5        | 6 marzo 2015         | 7,1%                                          |
| 6        | 13 marzo 2015        | 7,4%                                          |
| 7        | 20 marzo 2015        | 6,3%                                          |
| Media    | Media                | 7,1%                                          |

Fonti:

## Riconoscimenti
- 18th Nikkan Sports Drama Grand Prix (gennaio-marzo 2015): Best Supporting Actress - Fukada Kyoko